# Canon T50
Le Canon T50 est un appareil photographique reflex mono-objectif argentique s’adressant aux photographes amateurs, commercialisé entre mars 1983 et décembre 1989.
Le même appareil a parfois été commercialisé sous le nom de Canon T5, aux États-Unis uniquement.

## Caractéristiques

### Un mode d'exposition unique
Non débrayable en mode manuel ou semi-automatique, le Canon T50 ne propose qu’un mode PROGRAM (l'appareil choisit seul la vitesse et le diaphragme). Seule la distance de mise au point, à laquelle se trouve le sujet à photographier, doit être réglée (il n'y a pas d'autofocus).

### Autres caractéristiques de l'appareil
- Appareil argentique, il utilise des pellicules au format 35 mm (plus connu sous le nom 24 x 36) qui peuvent aller de 25 à 1600 ASA[1].
- Moteur intégré permettant une prise de vue en rafale à la vitesse de 1,4 images par seconde[3] (autonomie avec des piles alcalines : 75 pellicules 24 poses ou 50 pellicules 36 poses[4]). Le rembobinage de la pellicule, par contre, demeure manuel[5].
- Il bénéficie d'un retardateur (position SELF) de 10 secondes[6].
- Existence d'un testeur de piles (position B.C. pour Battery Check)[4].

Le déclenchement de l'appareil produisait un bruit non négligeable à cause du moteur assurant l'avance du film :

### Les principaux accessoires
- Objectifs de monture FD.
- Flash Canon Speedlite 244T, spécialement conçu pour le T50, qui  mesure par infrarouge la distance au sujet.
- Déclencheur à distance (filaire) Remote Switch T3[7].
- Contrôleur sans fil LC-1, permettant le déclenchement de l'appareil à l'aide d'un faisceau infrarouge[8].
- Minuteur TM-1 Quartz, qui permet de programmer des intervalles temporels allant de 1 seconde à 30 minutes entre les photos[8].